# Wikipédia en persan
Wikipédia en persan (persan : ویکی‌پدیا، دانشنامهٔ آزاد Vikipedia, Daneshname-ye Azad) est l’édition de Wikipédia en persan, langue iranienne parlée en Iran, en Afghanistan et au Tadjikistan (mais sous le nom de tadjik et en écriture cyrillique). L'édition est lancée en décembre 2003. Son code est : fa.
Au 20 mars 2025, l'édition en persan contient 1 032 683 articles et compte 1 378 192 contributeurs, dont 4 715 contributeurs actifs et 35 administrateurs.

## Présentation

Le persan au sein des langues iraniennes.
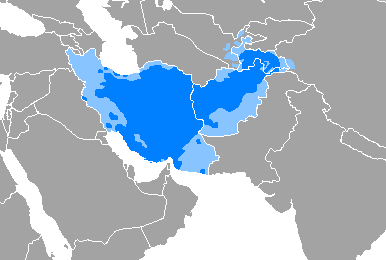
Aire de diffusion du persan.

## Statistiques
Le 18 février 2006, l'édition en persan atteint le seuil de 10 000 articles.
Le 11 juillet 2013 elle compte 311 384 articles et 353 424 utilisateurs, ce qui en fait la 20e version de Wikipédia en nombre d'articles.
Le 27 octobre 2022, elle contient 935 682 articles et compte 1 159 913 contributeurs, dont 5 133 contributeurs actifs et 34 administrateurs. 